# Giải BAFTA lần thứ 46
Giải BAFTA lần thứ 46 được trao bởi Viện Hàn lâm Nghệ thuật Điện ảnh và Truyền hình Anh Quốc năm 1993 để tôn vinh những bộ phim xuất sắc nhất năm 1992.
Howards End của James Ivory đoạt giải Phim hay nhất và Nữ diễn viên chính (Emma Thompson) xuất sắc nhất. Chaplin đoạt giải Nam diễn viên chính (Robert Downey Jr.) xuất sắc nhất. Nam và nữ diễn viên phụ xuất sắc nhất thuộc về Gene Hackman (Unforgiven) và Miranda Richardson (Damage). Robert Altman đoạt giải Đạo diễn xuất sắc nhất với phim The Player.

## Chiến thắng và đề cử

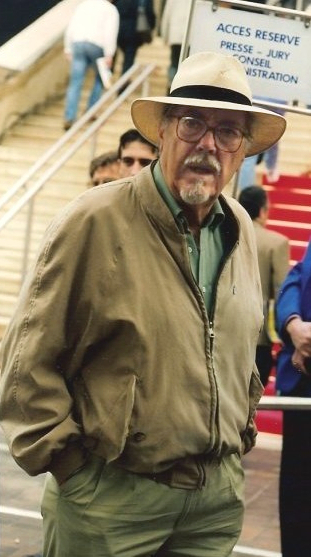
Robert Altman, Đạo diễn xuất sắc nhất

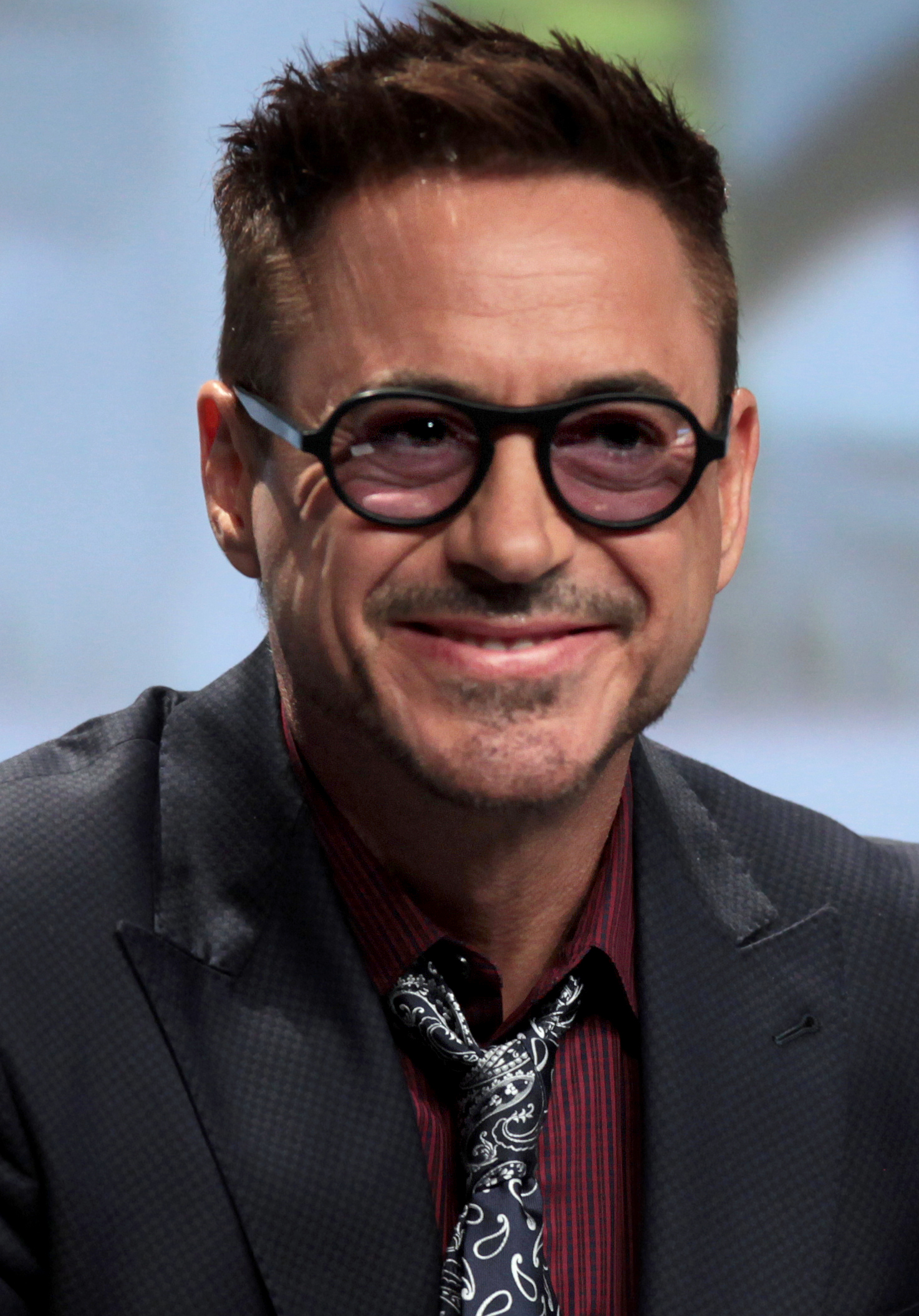
Robert Downey Jr., Nam diễn viên chính xuất sắc nhất

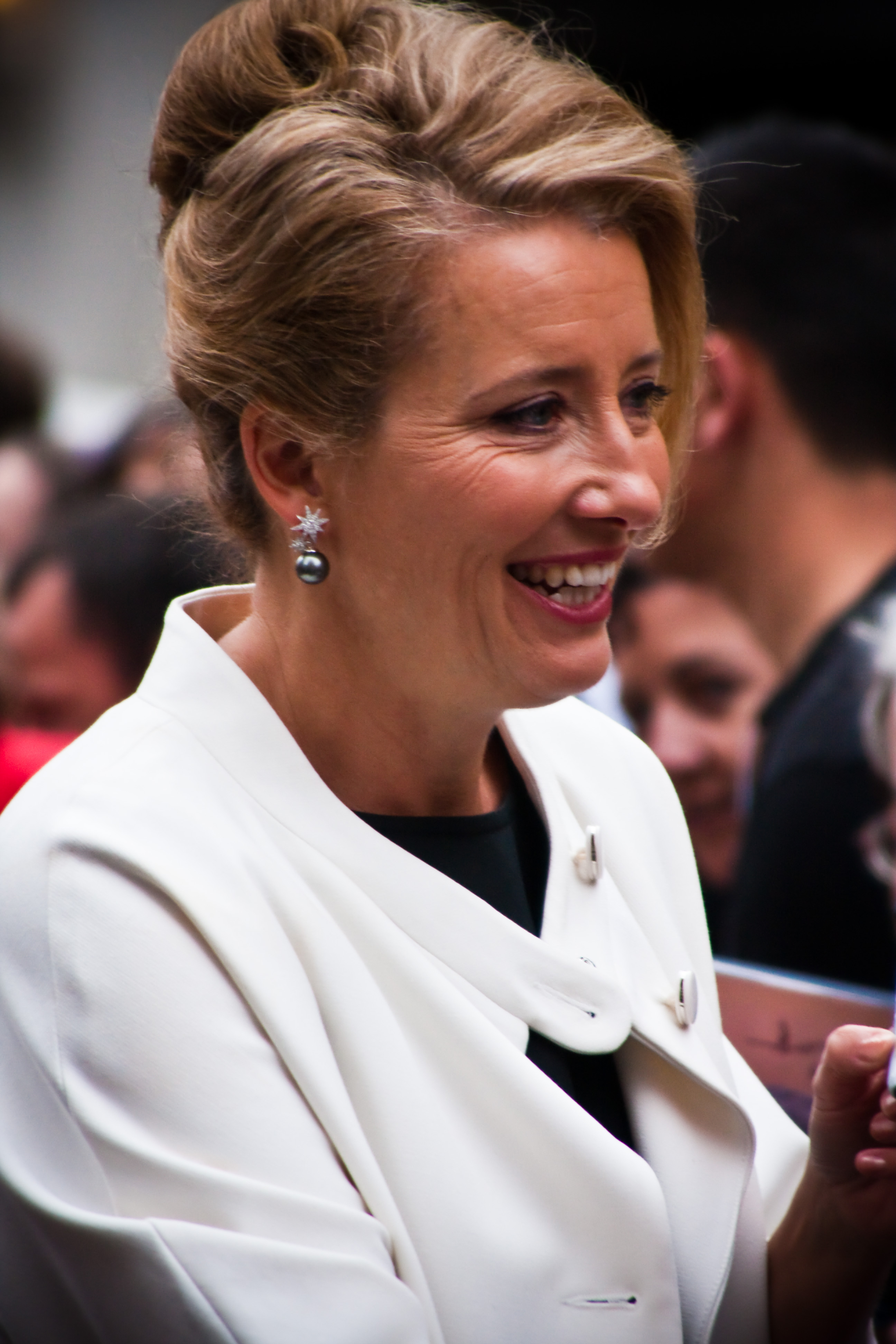
Emma Thompson, Nữ diễn viên chính xuất sắc nhất

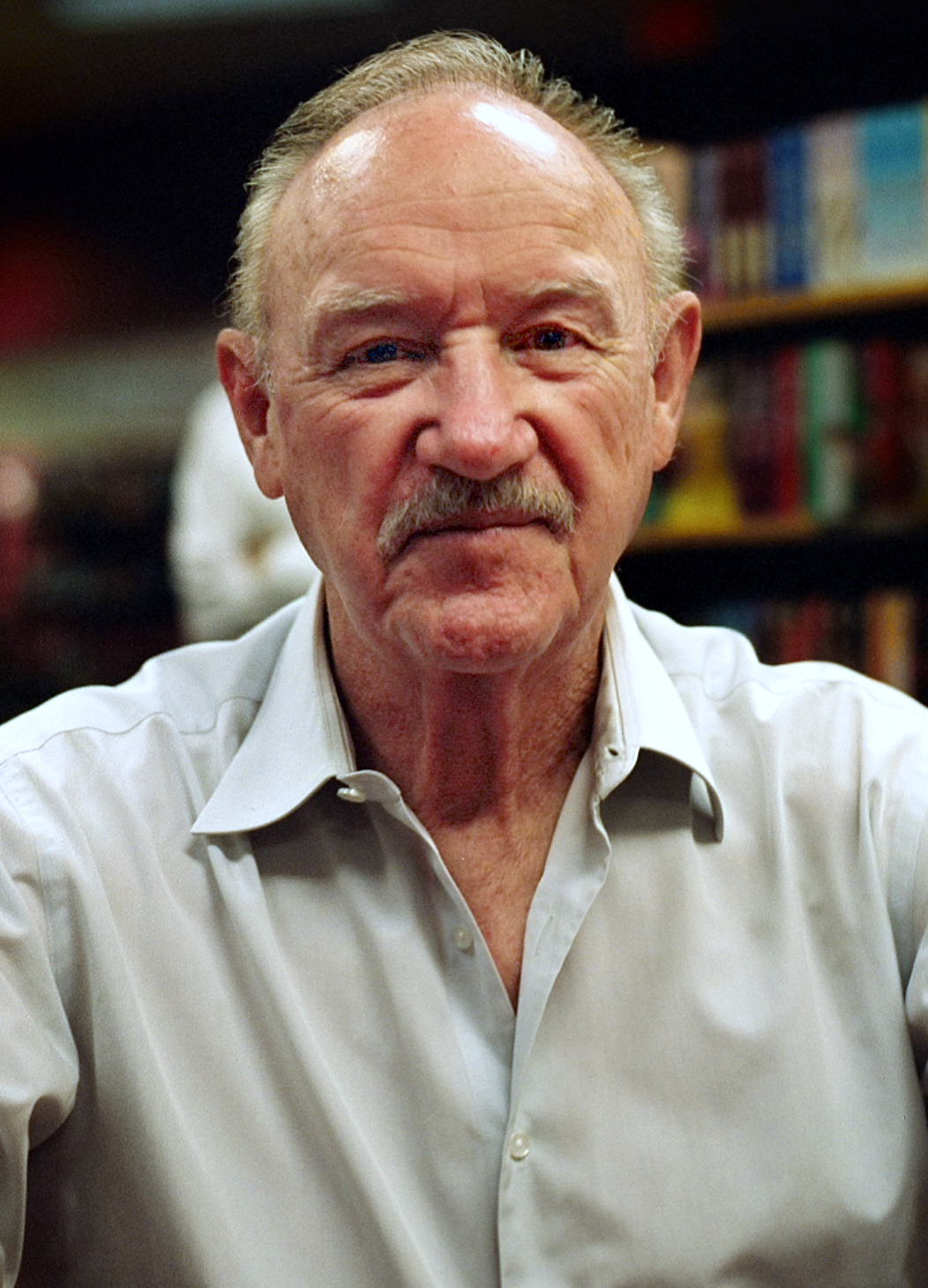
Gene Hackman, Nam diễn viên phụ xuất sắc nhất

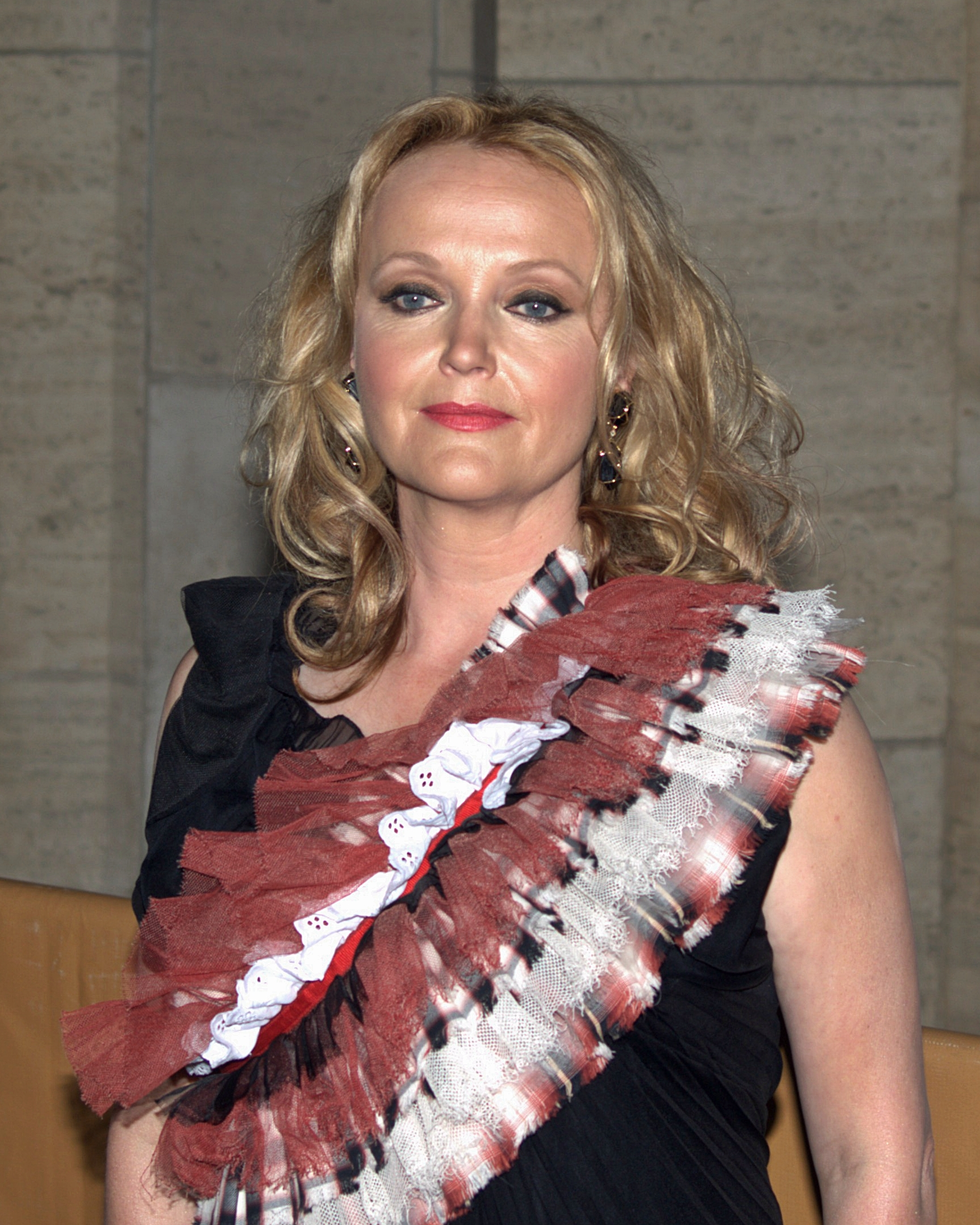
Miranda Richardson, Nữ diễn viên phụ xuất sắc nhất

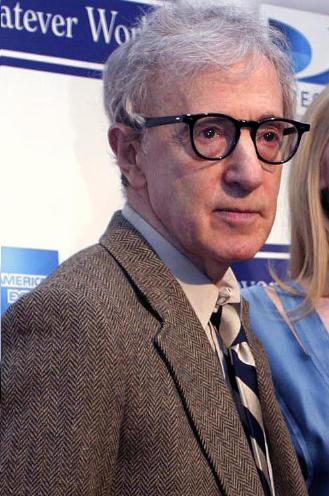
Woody Allen, Kịch bản gốc xuất sắc nhất

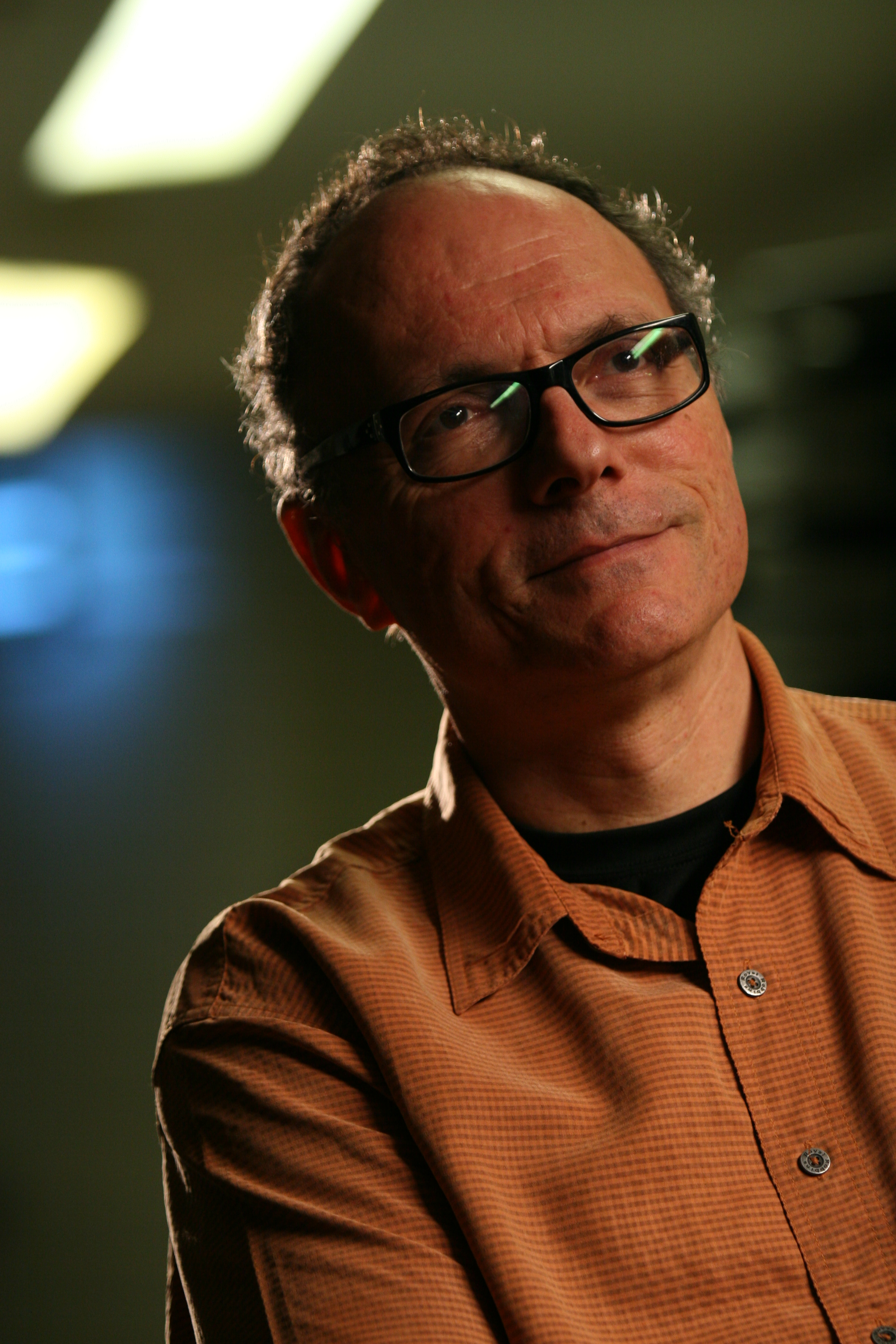
Michael Tolkin, Kịch bản chuyển thể xuất sắc nhất

| Phim hay nhất Howards End – Ismail Merchant và James Ivory - The Crying Game – Stephen Woolley và Neil Jordan - The Player – David Brown, Michael Tolkin, Nick Wechsler và Robert Altman - Strictly Ballroom – Tristram Miall và Baz Luhrmann - Unforgiven – Clint Eastwood | Đạo diễn xuất sắc nhất Robert Altman – The Player - Clint Eastwood – Unforgiven - James Ivory – Howards End - Neil Jordan – The Crying Game |
| Nam diễn viên chính xuất sắc nhất Robert Downey Jr. – Chaplin vai Charlie Chaplin - Daniel Day-Lewis – The Last of the Mohicans vai Hawkeye/Nathaniel Poe/La Longue Carabine - Stephen Rea – The Crying Game vai Fergus - Tim Robbins – The Player vai Griffin Mill | Nữ diễn viên chính xuất sắc nhất Emma Thompson – Howards End vai Margaret Schlegel - Jessica Tandy – Fried Green Tomatoes vai Ninny Threadgoode - Judy Davis – Husbands and Wives vai Sally Simmons - Tara Morice – Strictly Ballroom vai Fran |
| Nam diễn viên phụ xuất sắc nhất Gene Hackman – Unforgiven vai Bill Daggett - Jaye Davidson – The Crying Game vai Dil - Samuel West – Howards End vai Leonard Bast - Tommy Lee Jones – JFK vai Clay Shaw/Clay Bertrand | Nữ diễn viên phụ xuất sắc nhất Miranda Richardson – Damage vai Ingrid Thompson-Fleming - Helena Bonham Carter – Howards End vai Helen Schlegel - Kathy Bates – Fried Green Tomatoes vai Evelyn Couch - Miranda Richardson – The Crying Game vai Jude                                                                                               |
| Kịch bản gốc xuất sắc nhất Husbands and Wives – Woody Allen - The Crying Game – Neil Jordan - Hear My Song – Peter Chelsom và Adrian Dunbar - Unforgiven – David Peoples | Kịch bản chuyển thể xuất sắc nhất The Player – Michael Tolkin - Howards End – Ruth Prawer Jhabvala - JFK – Oliver Stone và Zachary Sklar - Strictly Ballroom – Baz Luhrmann và Craig Pearce |
| Quay phim xuất sắc nhất The Last of the Mohicans – Dante Spinotti - Cape Fear – Freddie Francis - Howards End – Tony Pierce-Roberts - Strictly Ballroom – Jack Green | Thiết kế phục trang xuất sắc nhất Strictly Ballroom – Angus Strathie và Catherine Martin - Chaplin – John Mollo và Ellen Mirojnick - Howards End – Jenny Beavan và John Bright - The Last of the Mohicans – Elsa Zamparelli |
| Dựng phim xuất sắc nhất JFK – Joe Hutshing và Pietro Scalia - Cape Fear – Thelma Schoonmaker - Howards End – Andrew Marcus - The Player – Geraldine Peroni - Strictly Ballroom – Jill Bilcock | Hóa trang và làm tóc xuất sắc nhất The Last of the Mohicans – Peter Robb-King - Batman Returns – Ve Neill và Stan Winston - Chaplin – Wally Schneiderman, Jill Rockow và John Caglione Jr. - Howards End – Christine Beveridge |
| Nhạc phim hay nhất Strictly Ballroom – David Hirschfelder - Người đẹp và quái vật – Alan Menken và Howard Ashman - Hear My Song – John Altman - The Last of the Mohicans – Trevor Jones và Randy Edelman | Thiết kế sản xuất xuất sắc nhất Strictly Ballroom – Catherine Martin - Chaplin – Stuart Craig - Howards End – Luciana Arrighi - The Last of the Mohicans – Wolf Kroeger |
| Âm thanh xuất sắc nhất JFK – Tod A. Maitland, Wylie Stateman, Michael D. Wilhoit, Michael Minkler và Gregg Landaker - The Last of the Mohicans – Simon Kaye, Lon Bender, Larry Kemp, Paul Massey, Doug Hemphill, Mark Smith và Chris Jenkins - Strictly Ballroom – Antony Gray, Ben Osmo, Roger Savage, Ian McLoughlin và Phil Judd - Unforgiven – Alan Robert Murray, Walter Newman, Rob Young, Les Fresholtz, Vern Poore và Dick Alexander | Hiệu ứng hình ảnh đặc biệt xuất sắc nhất Death Becomes Her – Michael Lantieri, Ken Ralston, Alec Gillis, Tom Woodruff Jr., Doug Chiang và Doug Smythe - Alien 3 – Richard Edlund, George Gibbs, Alec Gillis và Tom Woodruff Jr. - Batman Returns – Michael Fink, John Bruno, Craig Barron và Dennis Skotak - Người đẹp và quái vật – Randy Fullmer |
| Phim Anh hay nhất The Crying Game – Stephen Woolley và Neil Jordan | Phim không nói tiếng Anh hay nhất Đèn lồng đỏ treo cao – Chiu Fu-sheng và Trương Nghệ Mưu - Delicatessen – Claudie Ossard, Jean-Pierre Jeunet và Marc Caro - Europa Europa – Artur Brauner, Margaret Ménégoz và Agnieszka Holland - Les Amants du Pont-Neuf – Christian Fechner và Leos Carax                                                      |
| Phim hoạt hình ngắn hay nhất Daumier's Law – Ginger Gibbons và Geoff Dunbar - A Is for Autism – Dick Arnall và Tim Webb - Blindscape – Stephen Palmer - Soho Square – Pam Dennis, Sue Paxton và Mario Cavalli | Phim ngắn hay nhất Omnibus – Anne Bennet và Sam Karmann - Heartsongs – Caroline Hewitt và Sue Clayton - A Sence of History – Simon Channing Williams và Mike Leigh - Two Chimney Sweeps in a Singer's House – Michel Caulea |

## Thống kê
| Số lượng | Phim                     |
| -------- | ------------------------ |
| 11       | Howards End              |
| 9        | Strictly Ballroom        |
| 7        | The Crying Game          |
| 7        | The Last of the Mohicans |
| 5        | The Player               |
| 5        | Unforgiven               |
| 4        | Chaplin                  |
| 4        | JFK                      |
| 2        | Batman Returns           |
| 2        | Người đẹp và quái vật    |
| 2        | Cape Fear                |
| 2        | Fried Green Tomatoes     |
| 2        | Hear My Song             |
| 2        | Husbands and Wives       |

| Số lượng | Phim                     |
| -------- | ------------------------ |
| 3        | Strictly Ballroom        |
| 2        | Howards End              |
| 2        | JFK                      |
| 2        | The Last of the Mohicans |
| 2        | The Player               |